# Адвокат (ликёр)
Адвокат (нидерл. Advocaat, Advocat, Advokaat; нем. Eierlikör) — ярко-жёлтый голландский яичный ликёр, смесь виноградного бренди и эгг-нога (то есть яичных желтков, сахара и молока), очень гладкой, однородной, бархатной текстуры. Выпускается также в Германии и Австрии.
Согласно легенде, «Адвокат» впервые был изготовлен в Бразилии. Местные индейцы делали напиток на основе мёда, спирта, специй и фрукта авокадо (отсюда он и получил своё название, не связанное с юриспруденцией). Португальские колонисты переняли способ изготовления напитка, но перевезти ростки авокадо в Старый свет так и не удалось. Тогда и был изобретён оригинальный рецепт «Адвоката» — капризный фрукт заменили яичным желтком, добавили бренди и сахар. Получился напиток, очень похожий на тот, что делали индейцы.
По данным издания Difford’s Guide происхождение адвоката (ликёра) неясно, но некоторые утверждают, что он произошёл от алкогольного напитка, который голландские колонисты делали из авокадо. Голландские тексты XVII века описывают напиток жёлтого цвета, популярный среди моряков того времени, который делали на голландских Антильских островах (Голландские Карибы) из мякоти авокадо, смешанной с алкоголем. Действительно, первое известное письменное употребление слова «авокадо» было сделано Гансом Слоаном в 1696 году в его индексе ямайских растений. В отсутствие авокадо на родине, в Голландии, для имитации цвета использовали яичный желток. Название фрукта «абакате» на португальском языке уже эволюционировало в слово «авокате» у португальских колонистов в Бразилии, а затем превратилось в «адвокаат» на голландском.
Однако другие источники, включая Оксфордский словарь английского языка, относят происхождение адвоката к более позднему времени — к 1930-м годам, и связывают название с голландским словом «адвокат», так как этот напиток первоначально считался напитком для юристов.
Крепость «Адвоката» в большинстве случаев составляет от 14 % до 20 %, что делает его сравнимым с креплёными винами. Крепость ликёра «Адвокат», выпускавшегося водочным заводом Штритера до 1917 года, составляла 35 %.
«Адвокат» используется в смешанных коктейлях — сам по себе он настолько густой, что его нужно подавать с ложкой. Наиболее известен коктейль «Снежок»: «Адвокат», газированный лимонад и, необязательно, сок лайма. Также ликёр смешивают с молоком.
На водочных заводах Штритера использовался такой рецепт: для изготовления 3,5 литров ликера использовалось 40 куриных яиц, 2,7 кг коньяка, 1 г. кошенилевой тинктуры, 2,5 г ванильной тинктуры, 15 г тинктуры из куркумы, 10 г. лимонной кислоты. Яйца взбивались и смешивались со всеми компонентами. Для получения однородной массы смесь пропускали через фильтр и разливали в бутылки. Долгое время ликер использовался для того, чтобы «поставить голос», именно поэтому был популярен у работников юриспруденции и получил название «адвокат».
Знаменитым любителем яичного ликёра является немецкий рок-певец Удо Линденберг, который им полощет горло. В ГДР с яичным ликёром готовили десерт из мороженого — шведский бокал мороженого, который любил Вальтер Ульбрихт.